# Зрительный поиск
Зрительный поиск — способ восприятия, связанный с функциями внимания, при котором осуществляются активные зрительные процессы проверки среды на наличие определённых признаков и предметов. Зрительный поиск осуществляется, если объект поиска находится вне зрительного поля или он не распознан, поскольку не находится в центре зрительного внимания или присутствуют отвлекающие предметы.

## Поиск признака

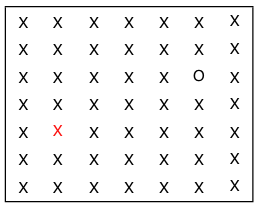
Поиск признака: Поиск красного X будет осуществляться по признаку цвета, поиск O будет осуществляться по форме. В обоих случаях поиск будет осуществлен быстро.

Поиск признака — это зрительный поиск предмета, отличающегося от отвлекающих предметов специфическим признаком (цвет, размер, форма). В физиологии предполагается, что за реакцию на различные зрительные признаки, такие как цвет, ориентация в пространстве, пространственная частота, движение, отвечают специализированные зрительные рецепторы. При осуществлении поиска признака в отношении предмета с единичным свойством отвлекающие предметы в меньшей степени снижают скорость поиска, чем при других видах зрительного поиска.

## Конъюнктивный поиск
В конъюнктивном поиске осуществляется поиск определённой комбинации признаков. Конъюнктивный поиск осуществляется тогда, когда целью поиска является предмет, не отличающийся каким-то уникальным признаком. Например, символы T и L не отличаются каким-то определённым признаком, состоят из одного вертикального и одного горизонтального отрезка. Поэтому поиск по признаку наличия горизонтальной или вертикальной линии не позволит найти символ одного типа среди символов другого типа. Эти символы являются различными комбинациями соединения или конъюнкции отрезков.
Скорость зрительного поиска зависит не только от того требуется ли интеграция признаков, но также и от того, какие признаки в зрительном поиске должны интегрироваться.
Так Кен Накаяма (Ken Nakayama) утверждает, что зрительный поиск связан с более высоким уровнем отражения, чем простое обнаружение признака. Некоторые комбинации признаков (ориентация и цвет), в отличие от других (размер и цвет), обнаруживаются в относящихся к вниманию процессах интеграции. Первые требуют большего времени для обнаружения (красная строчная буква «а» среди зелёных строчных букв «а»), вторые обнаруживаются гораздо быстрее (красная заглавная буква «А» среди красных строчных букв «а»), поскольку не привлекают ресурсов внимания.

## В массовой культуре
Зрительный поиск — одна из важнейших составляющих игрового процесса многих компьютерных игр. Существуют жанры, которые практически полностью построены на нём, такие как поиск предметов, квесты.